# 平成16年台風第6号
平成16年台風第6号（へいせい16ねんたいふうだい6ごう、アジア名：Dianmu）は、2004年に発生し、日本各地に大きな被害をもたらした台風のひとつである。

## 進路

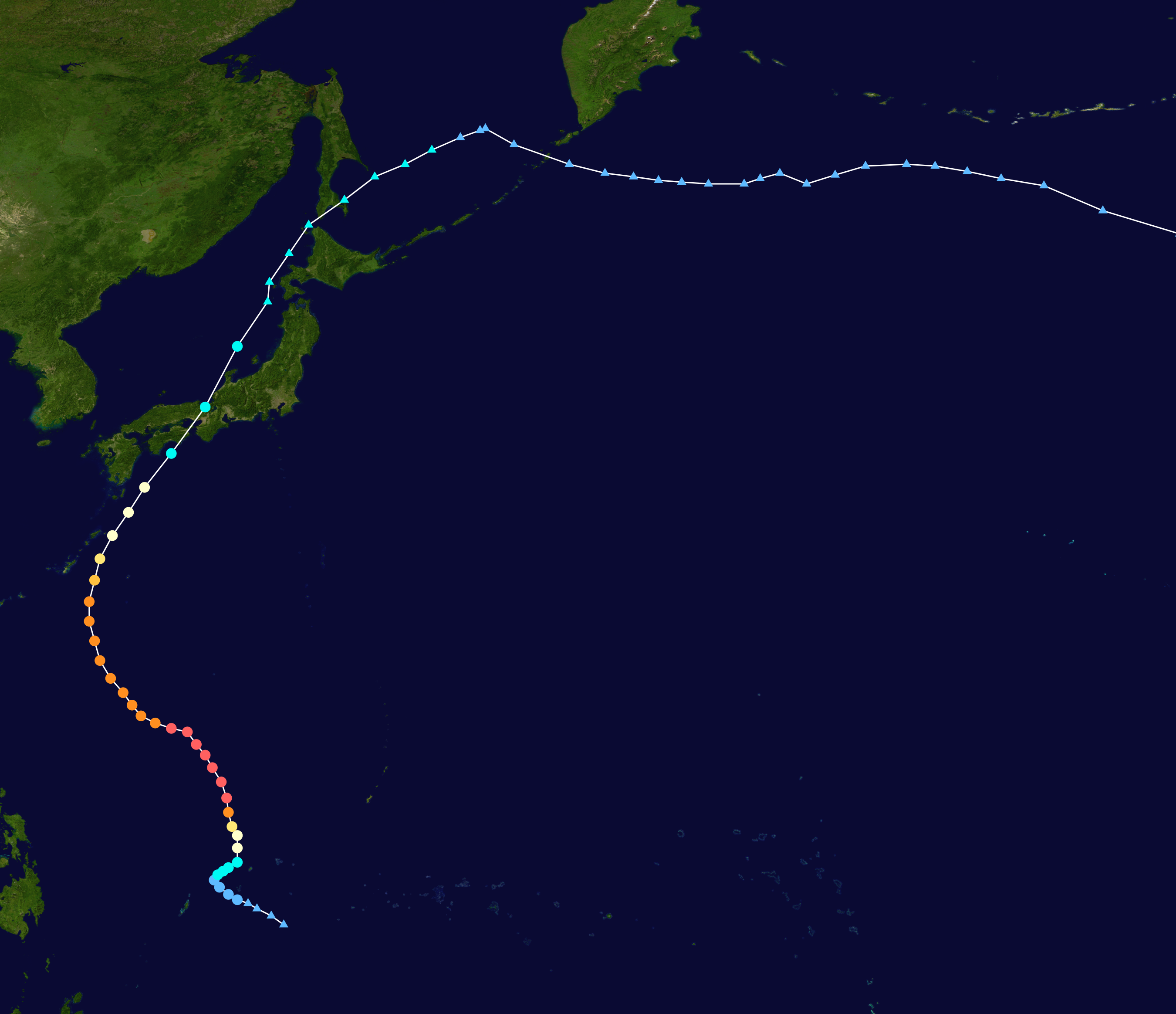
進路図

2004年6月13日21時に、カロリン諸島において熱帯低気圧が台風第6号に変わり、アジア名「ディアンムー（Dianmu・電母）」と命名された。命名国は中国で、「電気の母」を意味する。また、フィリピン大気地球物理天文局はこの台風について、フィリピン名「ヘレン（Helen）」と命名した。台風はゆっくりと北上し、発生から3日間で「大型で非常に強い」勢力にまで発達した。その後もさらに北上して、奄美群島付近の海域を通過し、21日9時半ごろに、強い勢力のまま高知県室戸市付近に上陸した。上陸時の勢力は中心気圧965hPa、最大風速35m/sで、6月の台風としては統計を取り始めた1951年以降最強のものである。その7時間後、21日13時過ぎに兵庫県明石市付近に再上陸した。さらに21日午後には京都府舞鶴市付近を通って日本海へ進み、能登半島の沿岸、佐渡沖を通って22日3時に津軽海峡の西において温帯低気圧に変わった。ちなみにこの台風は、1951年以降で日本への上陸日時が（1年の中で）10番目に早い台風であった。
| 順位 | 名称                              | 国際名 | 上陸日時               | 上陸地点              |
| ---- | --------------------------------- | ------ | ---------------------- | --------------------- |
| 1    | 昭和31年台風第3号                 | Thelma | 1956年4月25日 7時30分  | 鹿児島県/大隅半島南部 |
| 2    | 昭和40年台風第6号                 | Amy    | 1965年5月27日 12時     | 千葉県/房総半島       |
| 3    | 平成15年台風第4号                 | Linfa  | 2003年5月31日 6時30分  | 愛媛県宇和島市付近    |
| 4    | ジュディ台風（昭和28年台風第2号） | Judy   | 1953年6月7日 9時       | 熊本県八代市付近      |
| 5    | 平成16年台風第4号                 | Conson | 2004年6月11日 16時     | 高知県室戸市付近      |
| 6    | 昭和38年台風第3号                 | Rose   | 1963年6月13日 22時     | 高知県宿毛市付近      |
| 7    | 平成24年台風第4号                 | Guchol | 2012年6月19日 17時     | 和歌山県南部          |
| 8    | 平成9年台風第7号                  | Opal   | 1997年6月20日 11時30分 | 愛知県豊橋市付近      |
| 9    | 昭和53年台風第3号                 | Polly  | 1978年6月20日 18時     | 長崎県/西彼杵半島     |
| 10   | 平成16年台風第6号                 | Dianmu | 2004年6月21日 9時30分  | 高知県室戸市付近      |

## 記録

### 最大風速
- 室戸岬で43.7m/s[1]
- 南大東島で28.6m/s[1]

### 最大瞬間風速
- 室戸岬で57.1m/s[1]
- 南大東島で48.7m/s[1]

### 18日から22日にかけての期間降水量
- 三重県、高知県、徳島県で400mm超[1]
- 九州地方から東海地方にかけての太平洋側で300mm超[1]

## 被害
| 都道府県 | 死亡 | 行方不明 |
| -------- | ---- | -------- |
| 東京都   |      | 1        |
| 静岡県   | 2    |          |
| 和歌山県 |      | 2        |
| 合計     | 2    | 3        |

台風第6号による死者は2名、行方不明者は3名。負傷者118人（うち重傷者19人）、住宅の全壊1棟、半壊2棟、一部破損149棟、床上浸水1棟、床下浸水41棟の被害が発生した。
滋賀県近江八幡市ではホテルの屋根が強風によって飛散し、東海道新幹線の架線を切断したため、米原駅から京都駅間の運行が停止する被害が発生した。